# Ашанти Голд
«Ашанти Голд» (англ. Ashanti Gold Sporting Club) — ганский футбольный клуб из Обуаси. До 2004 года известен под названиями «Обуаси Голдфилдс» или просто «Голдфилдс». Выступает в Премьер-лиге Ганы. Основан в 1978 году. Домашние матчи проводит на стадионе «Лен Клэй», вмещающем 30 000 зрителей.

## История
«Ашанти Голд» несомненно входит в тройку наиболее известных и заметных по своим достижениям клубов Ганы, однако все же уступает первые две позиции таким непререкаемым авторитетам местной футбольной лиги, как: «Асанте Котоко» и «Хартс оф Оук». Будучи основанным в 1978 году, «Ашанти Голд» первых более или менее значимых успехов добивается лишь в сезоне 1992/93, выиграв Кубок Ганы и став серебряным призёром Чемпионата Ганы. Следующие три сезона клуб из Обуаси совершил своеобразный «золотой» хет-трик, выиграв золотые медали сезонов 1993/1994, 1994/1995 и 1995/1996, заявив о себе как о главном оппоненте «дикобразов» и «дубовых сердец». За последующие 16 сезонов, проведенных в высшем эшелоне Чемпионата Ганы вплоть до 2012/13 включительно, «Ашанти Голд» дважды выигрывал бронзовые медали и пять раз становился вице-чемпионом Ганы. Из достижений на международной арене стоит отметить выход в финал Лиги чемпионов в 1997 году, где команда из Обуаси только по пенальти уступила марокканской «Радже». «Ашанти Голд» стал третьим и пока последним представителем Ганы, которому удалось добраться до финала хотя бы одного из афрокубков.

## Достижения

### Местные
- Чемпион Ганы — 4 (1993/1994, 1994/1995, 1995/1996, 2014/2015)
  - Вице-чемпион: 1992/1993, 2000, 2006/2007, 2009/2010, 2010/2011, 2011/2012

- Обладатель Кубка Ганы — 1 (1992/1993)

### Международные
- Лига чемпионов КАФ 
  - Финалист: 1997